# Jitter
Jitter – krótkookresowe odchylenie od ustalonych, okresowych charakterystyk sygnału. Odchylenie może dotyczyć częstotliwości, amplitudy lub fazy danego sygnału.
Jitter można podzielić na dwa podstawowe rodzaje – deterministyczny oraz losowy. Trzeba zauważyć, że podział ten nie został nigdzie ściśle zdefiniowany i można spotkać się z odmiennym potraktowaniem tego problemu. Również polskie odpowiedniki angielskich terminów związanych z tą tematyką nie zostały przyjęte za ogólnie obowiązujące i w związku z tym mogą występować rozbieżności wynikające z własnych interpretacji osób stosujących te definicje.

## Podział szybkozmiennych fluktuacji fazy i ich źródła

### Deterministyczne

#### Odchylenie szerokości impulsu
Szerokość impulsów reprezentujących symbole danych cyfrowych, zależy od szybkości narastania i opadania zbocza sygnałów używanych podczas transmisji. Może to spowodować, że sygnał „1” będzie trwał dłużej niż sygnał „0” (lub na odwrót), gdyż próg decyzyjny tego sygnału będzie osiągalny z opóźnieniem niż ten w przeciwnym przypadku.
Szerokość ta zależy jednak również od stosowanych urządzeń sieciowych, które po odbiorze, przetwarzają wejściowy strumień danych. Ich niedokładność może spowodować przesunięcie progu nadawania, co poskutkuje pojawieniem się właśnie tego zniekształcenia.

#### Jitter przetwarzania wskaźników
Operacje na wskaźnikach w sieci SDH również mogą wprowadzać szybkozmienne fluktuacje fazy, poprzez zastosowanie dopełnienia dodatniego. Tworzy się wówczas przerwa w bloku przesyłanych danych o długości 24 bitów (8 bitów × 3 bajty H3), czyli wartość jittera wyniesie w tym przypadku 24 UI. Jednak według zaleceń międzynarodowych instytucji (m.in. ITU-T) urządzenia transmisyjne powinny posiadać mechanizmy niwelujące te fluktuacje. I tak np. dla strumienia o przepływności 139 Mbit/s, jitter wskaźnikowy powinien być mniejszy od 75 mUI p-p.

#### Jitter interferencji międzysymbolowej (ang.Inter Symbol Interference–ISI) i cyklicznych ciągów impulsów
Jitter może również powstać na skutek interferencji międzysymbolowej, czyli zależeć będzie ściśle od następujących po sobie symboli danych. Następujący przykład pomoże w zrozumieniu tego zjawiska. W przypadku transmitowania długiego ciągu jedynek lub zer, wystąpienie impulsu o przeciwnej polaryzacji spowoduje zmianę stanu sygnału, ale z powodu ograniczenia pasma transmisyjnego nie jest możliwe otrzymanie spadku idealnie pionowego, lecz będzie on miał pewne nachylenie. Sygnał nie zdąży więc uzyskać pożądanego poziomu przed kolejną zmianą. W ten sposób otrzymujemy gwałtowne skoki fazy, na krótkim odcinku czasu.
Można zauważyć, że dla wybranych przypadków odchylenie fazy zawsze będzie dodatnie, a dla innych zawsze ujemne. Przykładem mogą być niescramblowane bity we wszystkich ramkach sygnału w sieci SDH. Np. w STM-64 cyklicznie powtarzające się w nagłówku sekcji regeneracyjnej bity A1, A2 oraz J0 wprowadzają fluktuacje o częstotliwości ok. 3,24 MHz. Różnica między wartością maksymalną i minimalną tych fluktuacji wynosi 11 ps p-p, czyli dla tej przepływności będzie to ok. 110 mUI. Fluktuacje te mają duży wpływ na jakość przesyłanego sygnału, gdyż nie są zbyt łatwe do odfiltrowania z powodu pojawiania się wielu harmonicznych częstotliwości podstawowej w dużym zakresie widma sygnału.

### Losowe
Fluktuacje te pojawiają się na wyjściu każdego urządzenia w sieci, nawet jeśli na jego wejście podany zostanie sygnał idealnie ukształtowany i zsynchronizowany. Spowodowane jest to tym, że każde urządzenie elektryczne generuje szumy cieplne na skutek przepływu prądu, np. szumy oscylacyjne w zegarach cyfrowych powodują zazwyczaj jitter losowy, o gaussowskiej charakterystyce, gdyż wymagane tam jest zmienne pole elektromagnetyczne. Teoretycznie wartość tego szumu ze względu na jego charakter może być nieograniczona. Jednak urządzenia te generują fluktuacje o dosyć wąskim pasmie i pojawiają się bardzo indywidualnie dla każdego urządzenia. Dzięki niesystematyczności tego szumu, efekt kumulowania się jittera jest w znacznym stopniu ograniczony. Można zmierzyć, że w sygnale o przepływności 10 Gb/s jitter losowy ma wartość 1,5 mUI p-p, czyli jego wpływ jest o wiele mniejszy niż w przypadku jittera deterministycznego.
Fluktuacje fazy pojawiają się również wszędzie tam, gdzie dochodzi do konwersji sygnałów jednego systemu na inny, np. zamiana sygnału asynchronicznego na sygnał synchroniczny – wprowadzanie komórek ATM w synchroniczne struktury SDH, także przy zmianie medium transmisyjnego na drodze transmitowanego sygnału, np. z elektrycznego na optyczne. Jest to spowodowane potrzebą wykonania szeregu dodatkowych operacji, które wprowadzają szybkozmienne fluktuacje fazy.